# ليتاس ليتواني
ليتاس هي العملة الرسمية المستخدمة في ليتوانيا.

## الليتاس الأول، 1922-1941

### التاريخ
قدم الليتاس لأول مرة في 2 أكتوبر 1922، ليحل محل أوستمارك ‏ وأوستروبيل، وكلاهما إصدرا من قبل القوات الألمانية المحتلة خلال الحرب العالمية الأولى. كان أوستمارك يُعرف باسم أوكسيناس في ليتوانيا.
إنشأ الليتاس بقيمة 10 لتر = 1 الدولار الأمريكي، وكان يُقسّم إلى 100 سنت. في مواجهة الكساد الاقتصادي العالمي، بدت الليتاس عملة قوية ومستقرة، مما يعكس تأثير الكساد الضئيل على الاقتصاد الليتواني. غطّى الليتاس الواحد 0.150462 ليرة. غرامات من الذهب المُخزّن لدى بنك ليتوانيا في الخارج. في مارس 1923، بلغ التداول 39,412,984 ليتا، مدعومة بـ 15,738,964 ليتا من الذهب الفعلي و24,000,000 ليتا من الأوراق المالية عالية القيمة. كان من المطلوب أن يُغطّى ثلث إجمالي التداول على الأقل بالذهب والباقي بأصول أخرى. بحلول عام 1938، بلغ سعر الدولار الأمريكي حوالي 5.9 ليتا، وارتفع إلى حوالي 20 سنتًا أمريكيًا قبل اختفائه عام 1941.

#### Memelgebiet
في مارس 1939، طالبت ألمانيا النازية ليتوانيا بالتخلي عن منطقة كلايبيدا (المعروفة أيضًا باسم إقليم ميميل)، والتي فُصلت عن ألمانيا بعد الحرب العالمية الأولى. استجابت الحكومة الليتوانية، وفي 23 مارس 1939، ضمت ألمانيا المنطقة. في اليوم نفسه، حل الرايخ مارك محل الليتاس كعملة رسمية للمنطقة، حيث كان الليتاس الواحد يُعادل 40 بفينيغ. وحتى 20 مايو 1939، كان بإمكان سكان إقليم ميميل استبدال الليتاس بالرايخ مارك.

#### الاحتلال السوفيتي
استُبدلت الليتاس بالروبل السوفييتي في أبريل 1941 بعد ضم ليتوانيا إلى الاتحاد السوفييتي، حيث كان الليتاس الواحد يعادل 0.9 روبل، على الرغم من أن القيمة الفعلية لليتا كانت حوالي 3 إلى 5 روبل. وقد وفر سعر الصرف هذا ربحًا كبيرًا للمسؤولين العسكريين والحزبيين السوفييت. وفي محاولة لحماية قيمة العملة، بدأ الناس في الشراء بكميات كبيرة، مما أدى، إلى جانب انخفاض الإنتاج (بعد التأميم)، إلى نقص في المواد. ثم اقتصرت عمليات السحب على 250 ليتو قبل إلغاء الليتاس تمامًا. وفي عام 1941، حظر تداول الليتاس تمامًا.

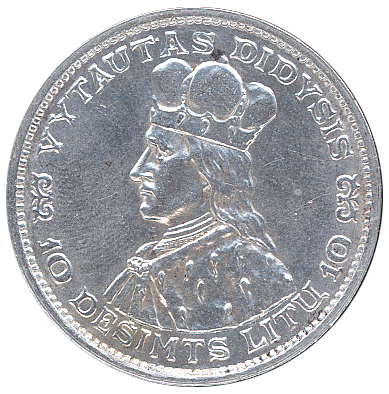
عملة معدنية من فئة 10 ليت في فترة ما بين الحربين العالميتين، تصور فيتوتاس العظيم

### العملات المعدنية
قدمت العملات المعدنية في عام 1925 بفئات 1 سنتا، 2 سنتاي، 5 سنتاي، 10، 20، 50 سنتا، و1 ليتاس، 2، 5 ليتاي، مع عملات الليتاس الفضية. قدمت 10 عملات معدنية في عام 1936. كل هذه العملات المعدنية صممها النحات جوزاس زيكاراس ‏ (1881-1944). عرضت عملات الليتاس لجوناس باسانافيسيوس وفيتاوتاس العظيم، والتي استبدلت بصورة للرئيس أنتاناس سمتانا.

### الأوراق النقدية
في عام 1922، أصدر بنك ليتوانيا أوراقًا نقدية من فئات 1 سنت، 2 سنت، 5 سنتاي، 10، 20، 50 سنتًا، و1 ليتو، 2 ليتو، 5 ليتا، 10، 50، 100 ليتو. في عام 1924، إضيفت الأوراق النقدية فئة 500 و1000 لتر. استبدلت الطوائف التي تقل عن 5 ليتاي بعملات معدنية في عام 1925.

#### عدد 10 سبتمبر 1922

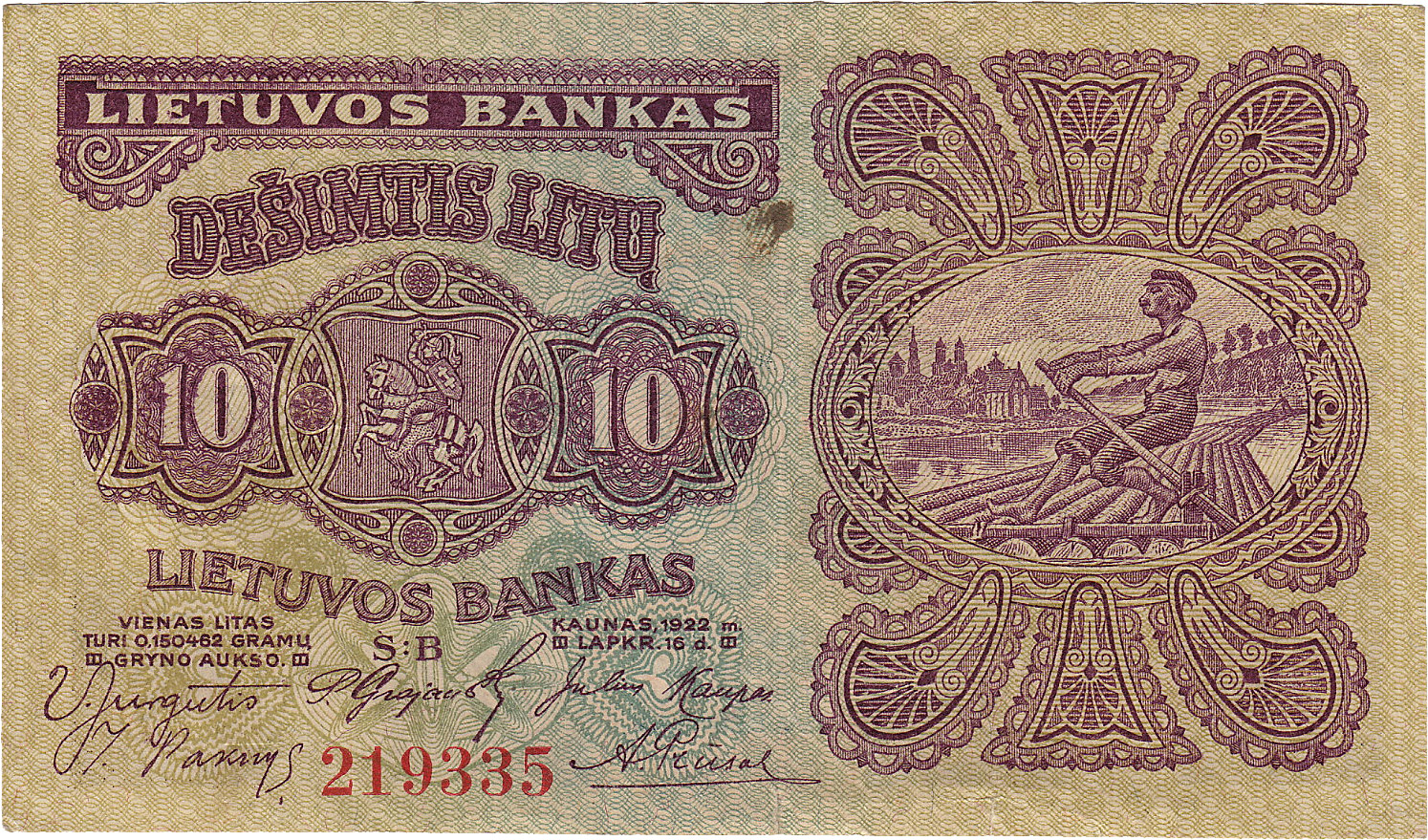
ورقة نقدية من فئة 10 ليترات (1922)

| صورة | فئة     | وجه العملة | العكس                  |
| ---- | ------- | ---------- | ---------------------- |
|      | 1 سنت   |            | شعار النبالة لليتوانيا |
|      | 5 سنتات |            | شعار النبالة لليتوانيا |
|      | 20 سنتًا |            | شعار النبالة لليتوانيا |
|      | 50 سنتًا |            | شعار النبالة لليتوانيا |
|      | 1 ليتاس |            | شعار النبالة لليتوانيا |
|      | 5 ليتاي |            | شعار النبالة لليتوانيا |

#### عدد 16 نوفمبر 1922
| صورة | فئة      | وجه العملة                                             | العكس                                   |
| ---- | -------- | ------------------------------------------------------ | --------------------------------------- |
|      | 1 سنت    |                                                        |                                         |
|      | 2 سنت    |                                                        |                                         |
|      | 5 سنتات  |                                                        |                                         |
|      | 10 سنتات |                                                        |                                         |
|      | 20 سنتًا  | شعار النبالة لليتوانيا                                 |                                         |
|      | 50 سنتًا  | شعار النبالة لليتوانيا                                 |                                         |
|      | 1 ليتاس  | شعار النبالة لليتوانيا                                 |                                         |
|      | 2 ليتو   | شعار النبالة لليتوانيا                                 |                                         |
|      | 5 ليتاي  | صورة لامرأة أمام عجلة الغزل                            | الزارع                                  |
|      | 10 ليتر  | شعار النبالة لليتوانيا، التجديف بالأخشاب               | امرأتان                                 |
|      | 50 لترًا  | أسلحة كاوناس، فيلنيوس وكليبيدا، الدوق الأكبر جيديميناس | كاتدرائية فيلنيوس ‏ وبرج الجرس الخاص بها |
|      | 100 لتر  | شعار النبالة لليتوانيا ، فيتاوتاس الكبير               | امرأتان                                 |

#### عدد 1924–1928
| صورة | فئة      | وجه العملة                         | العكس              |
| ---- | -------- | ---------------------------------- | ------------------ |
|      | 10 ليتر  | شعار النبالة لليتوانيا             | العمل الميداني     |
|      | 50 لترًا  | الدكتور جوناس باسانافيسيوس         | كاتدرائية فيلنيوس ‏ |
|      | 100 لتر  | امرأة ليتوانية ترتدي الزي التقليدي | بنك ليتوانيا       |
|      | 500 لتر  | شعار النبالة لليتوانيا             |                    |
|      | 1000 لتر | شعار النبالة لليتوانيا             |                    |

#### إصدارات تذكارية "500 عام على وفاة فيتوتاس العظيم" لعامي 1929 و1930
| صورة | فئة     | وجه العملة                                                     | العكس                  |
| ---- | ------- | -------------------------------------------------------------- | ---------------------- |
|      | 5 ليتاي | شعار النبالة لليتوانيا، فيتاوتاس الكبير                        | معركة جرونوالد         |
|      | 20 لترًا | شعار النبالة لليتوانيا، فيتاوتاس الكبير، كنيسة فيتاوتاس الكبير | تمثال الحرية، كلايبيدا |

#### العدد التذكاري "عشرون عامًا من الاستقلال" لعام 1938
| صورة | فئة     | وجه العملة                              | العكس                                                                                                   |
| ---- | ------- | --------------------------------------- | --- |
|      | 10 ليتر | أنتاناس سميتونا، الرئيس الأول لليتوانيا | الأعضاء العشرون الأصليون لمجلس ليتوانيا ‏ بعد التوقيع على قانون استقلال ليتوانيا أو قانون 16 فبراير 1918 |

## الليتاس الثاني، 1993-2015
أصبحت الليتاس عملة ليتوانيا مرة أخرى في 25 يونيو 1993، عندما حلت محل عملة التالوناس المؤقتة بمعدل 1 ليتاس مقابل 100 تالون.

### الأوراق النقدية
في عام 1993، صدرت أوراق نقدية (مؤرخة عام ١٩٩١) بفئات 1 ليتاس، 2، 5 ليتاي، 10، 20، 50، 100 ليتو. ونظرًا لسوء تصميمها، كان من السهل نسخها، لهذا إصدرت سلسلة ثانية من الأوراق النقدية بسرعة بفئات 1 ليتاس، 2، 5 ليتاي، 10، 20، 50 ليتو، ولم يتبقَّ سوى أوراق 100 ليتو من السلسلة الأولى قيد التداول. وفي عام 1997، طُرحت أوراق نقدية من فئة 200 ليتو، تلتها أوراق نقدية من فئة 500 ليتو في عام 2000.
| الفئة    | ما يعادله باليورو | سنة الإصدار | الصورة |
| -------- | ----------------- | ----------- | ------ |
| 1 ليتاس  | €0.29             | 1994        |        |
| 2 ليتاي  | €0.58             | 1993        |        |
| 5 ليتاي  | €1.45             | 1993        |        |
| 10 ليتو  | €2.90             | 1991        |        |
| 10 ليتو  | €2.90             | 1993        |        |
| 10 ليتو  | €2.90             | 1997        |        |
| 10 ليتو  | €2.90             | 2001        |        |
| 10 ليتو  | €2.90             | 2007        |        |
| 20 ليتو  | €5.79             | 1991        |        |
| 20 ليتو  | €5.79             | 1993        |        |
| 20 ليتو  | €5.79             | 1997        |        |
| 20 ليتو  | €5.79             | 2001        |        |
| 50 ليتو  | €14.48            | 1991        |        |
| 50 ليتو  | €14.48            | 1993        |        |
| 50 ليتو  | €14.48            | 1998        |        |
| 50 ليتو  | €14.48            | 2003        |        |
| 100 ليتو | €28.96            | 1991        |        |
| 100 ليتو | €28.96            | 2000        |        |
| 100 ليتو | €28.96            | 2007        |        |
| 200 ليتو | €57.92            | 1997        |        |
| 500 ليتو | €144.81           | 2000        |        |

### العملات المعدنية

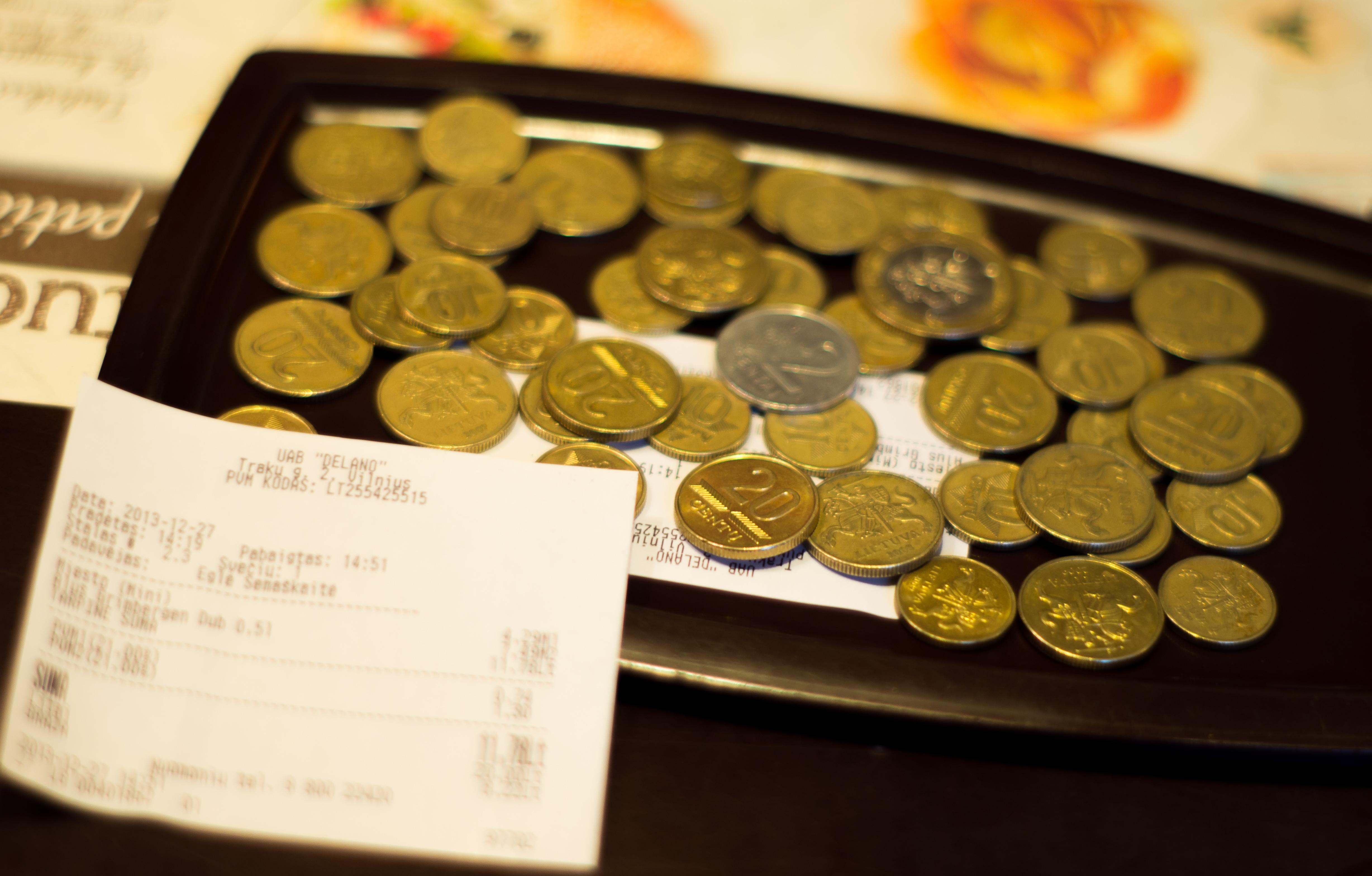
عملات الليتاس الليتوانية

في عام 1993، طُرحت عملات معدنية (بتاريخ 1991) بفئات 1 سنت، 2، 5 سنتات، 10، 20، 50 سنتًا، و1 ليتاس، 2، 5 ليتاس. صُكت قطع السنتاس، 2، 5 سنتات من الألومنيوم، و10، 20، 50 سنتًا من البرونز، وعملات الليتاس من النحاس والنيكل. في عام 1997، طُرحت عملات النيكل والنحاس الأصفر من فئات 10، 20، 50 سنتًا، وتلتها عملات النحاس والنيكل من فئات 1 ليتاس، وثنائية المعدن من فئات 2 و5 ليتاس في عام 1998. جميعها تحمل تصميمات وجهية تُظهر شعار النبالة في المنتصف واسم الدولة "ليتوفا" بأحرف كبيرة.
سُكّت العملات الأولى في المملكة المتحدة ووصلت إلى ليتوانيا في 31 أكتوبر/تشرين الأول 1990. وفي وقت لاحق، سُكّت جميع العملات في دار سك العملة الليتوانية المملوكة للدولة، والتي بدأت عملياتها في سبتمبر/أيلول 1992 وساعدت في خفض تكاليف إدخال الليتاس.

### التاريخ

#### العمل التحضيري
بدأ المسؤولون بالتحضير لإصدار الليتاس حتى قبل إعلان الاستقلال، وكان من المتوقع إصداره إلى جانب الروبل حتى مع بقاء ليتوانيا جزءًا من الاتحاد السوفيتي. في ديسمبر 1989، طُلب من الفنانين تقديم رسومات لتصاميم العملات والأوراق النقدية المحتملة. كما جُمعت قائمة بأسماء المشاهير لتحديد من يستحق الظهور على العملة.
تأسس بنك ليتوانيا في الأول من مارس/آذار عام 1990. وبعد عشرة أيام، أعلنت ليتوانيا استقلالها عن الاتحاد السوفيتي. في البداية، تفاوضت الحكومة الليتوانية دون جدوى مع فرانسوا تشارلز أوبيرثور، وهي شركة طباعة مقرها فرنسا، لطباعة الأوراق النقدية. في نوفمبر/تشرين الثاني عام 1990، قرر بنك ليتوانيا التعاون مع شركة الأوراق النقدية الأمريكية (المعروفة الآن باسم شركة الأوراق النقدية الأمريكية). في أواخر خريف عام 1991، وصلت أولى شحنات الأوراق النقدية والعملات الليتية إلى ليتوانيا.
في نوفمبر 1991، صدر قانون إصدار العملة، وأُنشئت لجنة الليتاس. كانت للجنة صلاحية تحديد موعد تداول الليتاس، وشروط سحب الروبل من التداول، وسعر صرف الليتاس، وغيرها من الشروط. انتظر المسؤولون فترةً حتى يستقر الاقتصاد خشية تعريض الليتاس الشابة للتضخم. كان حوالي 80% من تجارة ليتوانيا مع روسيا، وكان على الحكومة إيجاد طريقة لتسهيل عملية الانتقال من منطقة الروبل. كما احتاجت ليتوانيا إلى جمع الأموال لإنشاء صندوق استقرار.

#### جمع الأموال
في البداية، لم يكن لدى ليتوانيا ذهب أو أي أوراق مالية أخرى لدعم الليتاس. احتاجت ليتوانيا إلى حوالي 200 مليون دولار أمريكي لتأسيس صندوق الاستقرار. في البداية، سعت إلى استعادة احتياطياتها من الذهب قبل الحرب (حوالي 10 أطنان) من فرنسا والمملكة المتحدة وسويسرا وغيرها. في فترة ما بين الحربين، خزّنت ليتوانيا احتياطياتها من الذهب في بنوك أجنبية. بعد الاحتلال عام 1940، اعتُبرت هذه الاحتياطيات "لا أحد": لم تكن ليتوانيا موجودة، وأدانت معظم الدول الغربية الاحتلال باعتباره غير قانوني، ولم تعترف بالاتحاد السوفيتي كخليفة له. على سبيل المثال، باع بنك إنجلترا الاحتياطيات للسوفييت عام 1967. ومع ذلك، في يناير 1992، أعلن أن هذا الإجراء يُعد "خيانة لشعوب دول البلطيق" وأنه سيعيد الكمية المودعة أصلاً من الذهب، والتي تبلغ قيمتها الآن حوالي 90 مليون جنيه إسترليني، إلى دول البلطيق الثلاث. تلقت ليتوانيا 18.5 مليون جنيه إسترليني أو 95,000 أونصة من الذهب، وظلت عميلة للبنك. وبالمثل، في مارس 1992، استعادت ليتوانيا الذهب من بنك فرنسا، ثم من بنك السويد.
في أكتوبر 1992، منح صندوق النقد الدولي (انضمت ليتوانيا إلى هذه المنظمة في 29 أبريل 1992) القرض الأول بقيمة 23.05 مليون دولار أمريكي لإنشاء صندوق الاستقرار. ومع ذلك، يُقدَّر أنه عند طرح العملة الجديدة، جمعت ليتوانيا 120 مليون دولار أمريكي فقط. مليون دولار لصندوق الاستقرار. أُبقي الأمر سرًا لفترة وجيزة لتجنب المزيد من الإضرار بسمعة الليتاس وثقتهم.

#### تأخر تقديم الليتاس
حقق صحفيو صحيفة ليتوفوس ريتاس في إنتاج الليتاس، ووجدوا أنه حجب عمدًا لفترة. على سبيل المثال، أُودعت 6 ملايين ليتاس مخصصة لطباعة الأوراق النقدية في حساب بدون فوائد لمدة عام في أحد البنوك السويدية. بحلول عام 1992، أصبحت الليتاس جاهزة للتداول، لكن الأوراق النقدية كانت رديئة الجودة للغاية، وكان من السهل تزويرها باستخدام طابعة ألوان بسيطة؛ وخاصةً الأوراق النقدية من فئة 10 و20 و50 ليترًا.
أقال الرئيس المنتخب حديثًا ، ألجيرداس برازوسكاس، رئيس بنك ليتوانيا، فيليوس بالديشيش، لعدم كفاءته قبل شهرين فقط من تطبيق الليتاس. وُجهت إلى بالديشيش لاحقًا تهمة الإهمال الذي كلف ليتوانيا 3 ملايين دولار. ويزعم البعض أن أجهزة المخابرات الروسية كانت وراء هذه القضية. وكان تفسير بالديشيش أنه كان يسعى لخفض تكاليف طباعة الأوراق النقدية، وبالتالي لم يطلب تحسين ميزات الأمان. كما اتُهمت شركة "يو إس بنكنوت كوربوريشن" بانتهاك شروط العقد.
ولكن عندما أُعيد تصميم وطباعة الإصدار الجديد من أوراق الليتاس النقدية، وطُرحت في يونيو/حزيران 1993، تبيّن أن جودة العملة لا تزال منخفضة للغاية، وأنه سيتعين إعادة تصميم الأوراق النقدية لاحقًا. كل هذه الفضائح، بالإضافة إلى الاحتياطي الضئيل من الذهب (حوالي 120 دولارًا أمريكيًا)، أدت إلى تفاقم الوضع. مليون دولار بدلا من 200 دولار مليون دولار) أضرّ بسمعة ليتاس. حرّك الرئيس الجديد، روموالداس فيسوكافيتشيوس، الأمور بسرعة وحاز على ثقة الجمهور. مع ذلك، طُلب منه الاستقالة في أكتوبر/تشرين الأول، ويرجع ذلك أساسًا إلى علاقته ببنك "ليتيمبكس" الخاص.

#### مقدمة عن الليتاس
في 25 يونيو/حزيران 1993، طُبِّق نظام الليتاس أخيرًا بسعر ليتاس واحد مقابل 100 تالون. كان الدولار الأمريكي يساوي 4.5 ليتاي، ثم انخفض إلى حوالي 4.2 بعد أسبوعين. حتى تطبيق الليتاس أعقبه فضيحة. سمحت الحكومة بتحويل كميات غير محدودة من التالونات إلى الليتاس دون الحاجة إلى توضيح مصدرها. سمح هذا للجماعات الإجرامية بإضفاء الشرعية على أموالها.

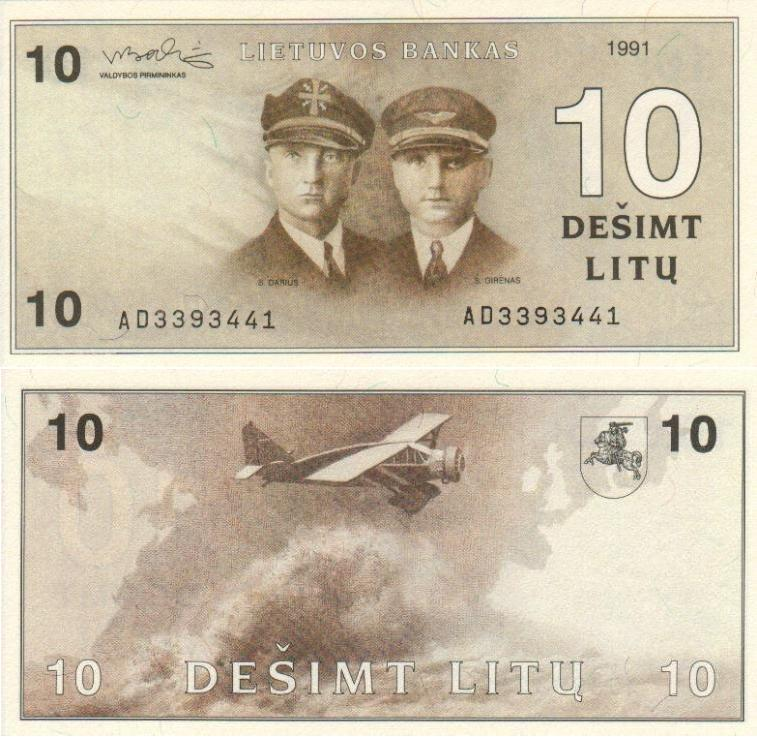
كانت الليتاس المبكرة تفتقر إلى الحماية اللازمة

في يوليو، توقف تداول التالوناس، وفي 1 أغسطس 1993، أصبحت الليتاس العملة القانونية الوحيدة. بعد إعادة طرح الليتاس، بُذلت جهود لإخراج الدولار الأمريكي من السوق. لم يحظَ التالوناس بثقة الشعب، وكان الروبل غير مستقر للغاية. لذلك، بدأ الناس باستخدام الدولار الأمريكي كعملة مستقرة. وكان المارك الألماني بديلاً آخر، ولكنه لم يكن متوفرًا بكميات كبيرة. طبعت العديد من المتاجر الأسعار بعملات مختلفة، بما في ذلك الدولار، وأصبح الاقتصاد "مُدولَرًا" بشكل كبير، حيث كان التداول بالعملات الأجنبية قانونيًا.
بسبب رداءة جودة الأوراق النقدية (سواءً من فئة التالوناس أو الليتا القديمة)، كان من السهل تزويرها. واضطرت معظم المتاجر إلى شراء مصابيح الأشعة فوق البنفسجية للتحقق من التزوير. على سبيل المثال، طبعت إحدى المجموعات أوراقًا نقدية من فئة 500 تالوناس في تركيا. ويُقدر أن مجموع أوراقها النقدية بلغ 140,000 ليتاس.
من 1 أبريل/نيسان 1994 إلى 1 فبراير/شباط 2002، رُبطت الليتاس بالدولار الأمريكي بسعر 4 إلى 1 (استقرت الليتاس عند حوالي 3.9 لنصف عام قبل تثبيت السعر). وكان السبب الرئيسي لهذا الارتباط هو ضعف الثقة في النظام النقدي الناشئ، والخوف من التقلبات الحادة في أسعار صرف العملات، والرغبة في جذب المستثمرين الأجانب، وتوصيات صندوق النقد الدولي. وكان هذا الربط متجددًا سنويًا. ولفترة من الزمن، اعتُبر ربط الليتاس بسلة عملات: الوحدة النقدية الأوروبية. وفي ذلك الوقت تقريبًا، أنشأت ليتوانيا أيضًا مجلسًا للعملات.

#### الليتاس واليورو
بعد جولة مفاوضات ناجحة عام 1998مع المفوضية الأوروبية، طُرحت فكرة التوافق مع العملة المستقبلية للاتحاد الأوروبي. وبحلول عام 1999، اقترح بنك ليتوانيا إنشاء مجلس عملة يضم الدولار الأمريكي واليورو.
وقد اقترح تنفيذ ربط الليتاس باليورو بحلول النصف الثاني من عام 2001.
في 2 فبراير 2002، ربط الليتاس باليورو بمعدل 3.4528 إلى 1 (1 LTL = 0.28962 EUR) (كان هذا هو المعدل الذي كان عليه الليتاس واليورو في ذلك الوقت)؛ لم يكن من المتوقع أن يتغير هذا المعدل - ولم يتغير بالفعل - حتى استبدل الليتاس تمامًا باليورو في 1 يناير 2015. بعد هذا الربط، أصبحت ليتوانيا عضوًا في منطقة اليورو بحكم الأمر الواقع. أصبحت الليتاس جزءًا من آلية سعر الصرف الأوروبية الثانية في 28 يونيو 2004. آلية سعر الصرف في الاتحاد الأوروبي. كذلك إعد تصميم عملات اليورو الليتوانية.
أجّلت ليتوانيا يومها الخاص باليورو عدة مرات، لعدم استيفائها معايير التقارب. ساهم ارتفاع التضخم — الذي بلغ 11% في أكتوبر/تشرين الأول 2008، وهو أعلى بكثير من الحد المقبول آنذاك والبالغ 4.2% — في فشل ليتوانيا في استيفاء المعايير. في عام 2011، أظهرت استطلاعات الرأي معارضة ضئيلة للعملة. في 23 يوليو/تموز 2014، اعتمد مجلس الاتحاد الأوروبي قرارًا يسمح لليتوانيا باعتماد اليورو كعملة لها في 1 يناير/كانون الثاني 2015. كان كل من الليتاس واليورو عملة قانونية في ليتوانيا حتى 16 يناير/كانون الثاني 2015.